# 陈星 (歌手)
陈星（1966年5月7日—），中國歌手，1966年出生，来自湖北洪湖，1997年步入广东歌坛，推出首张专辑《新打工谣》，其中的《流浪歌》最为知名。之后又相继推出了专辑：《望故乡》、《思乡酒》、《离家的孩子》、《同船过渡》、《雁南飞》、《2006最新大碟》，共出版了七张个人专辑。
陈星的歌曲大多是以思乡、思念亲人为题材，因被稱为“流浪歌王”。

## 从艺年表
- 1997年推出单曲《流浪歌》，《伤心泪》红遍中国的大江南北；与广东省唱片有限公司签约，出版了首张个人专辑《新打工谣》。
- 1999年与中国太平洋音影公司签约，出版了第二张个人专辑《望故乡》。
- 2001年出版第三张个人专辑《思乡酒》和第四张专辑《离家的孩子》；接拍大型产品广告“清咽宝”润喉糖，成为“清咽宝”的形象代言人。
- 2002年在昆明首次开个人演唱会。
- 2003年出版第四张个人专辑《努力歌》。
- 2004年1月推出第五张个人专辑《同船过渡》，8月推出专辑《雁南飞》；参与拍摄电影《刑警雷森》，饰演英明神武的警察甘九。
- 2005年1月6日下午陈星的专辑《同船过渡》与歌手于文华的专辑《不要惦记家》联合举办专辑首发式。
- 2006年1月出版专辑《2006最新大碟》

## 歌曲列表
- 网络情缘
- 望故乡
- 新打工谣
- 伤心泪
- 舍不得你走
- 避风港
- 漂流
- 一线情缘
- 情锁
- 雁南飞

- 天天等
- 心中的山茶花
- 前浪后浪
- Don't Say Love You
- 爱恨缠绵
- 避风港
- 打工情歌
- 打工情歌(伴奏)
- 大西北
- 风筝恋
- 孤单地走
- 归来吧爱人
- 火玫瑰
- 祭春秋
- 佳佳
- 老朋友
- 离家的孩子
- 另一半
- 流浪歌
- 没有恋爱的孩子
- 梦你
- 鸟语花香
- 宁愿一个人
- 努力歌
- 漂流
- 其实只要你等我
- 牵手观姻
- 牵手观姻(伴奏)
- 前浪后浪
- 情锁
- 秋风凉
- 求缘
- 傻瓜
- 伤心泪
- 舍不得你走
- 舍不得让你走
- 思乡酒
- 特别想念你
- 天天等
- 同船过渡
- 网络情缘
- 忘了我吧
- 望故乡
- 我不是爱情的逃兵
- 无聊的歌
- 相遇以后
- 心中的山茶花
- 新打工谣

- 雁南飞
- 遥远的承诺
- 一线情缘
- 再呆一会
- 珍爱
- 真的要走了
- 中华雄关
- 追浪